# Russell (Arkansas)
Russell – miasto w Stanach Zjednoczonych, w stanie Arkansas, w hrabstwie White.